# Pterostylis williamsonii
Pterostylis williamsonii är en orkidéart som beskrevs av David Lloyd Jones. Pterostylis williamsonii ingår i släktet Pterostylis och familjen orkidéer.
Artens utbredningsområde är Tasmanien. Inga underarter finns listade i Catalogue of Life.